# Albert von Holleben (homme politique)
Ne doit pas être confondu avec Albert von Holleben (général).
Ludwig Albert Karl von Holleben (né le 25 octobre 1825 à Rudolstadt et mort le 3 août 1902 à Rudolstadt) est conseiller privé d'État, chambellan et chef du département des finances du ministère princier de Schwarzbourg.

## Biographie

### Origine
Albert est le fils du chef des chasseurs de Schwarzbourg Anton von Holleben genannt von Normann (1786–1849), et de son épouse Ida, née von Schönberg (1803–1867). Le général d'infanterie saxon Bernhard von Holleben genannt von Normann (1824-1897), est son frère aîné.

### Carrière
Holleben étudie aux universités d'Iéna et de Göttingen et est actif dans les Corps Saxonia Jena et Saxonia Göttingen. Il devient secrétaire du tribunal de district et procureur adjoint, puis administrateur d'arrondissement à Schwarzbourg et conseiller de gouvernement à Rudolstadt. Plus récemment, il est conseiller d'État privé et chef du département des finances du ministère princier de Schwarzbourg et est donc vice-ministre. À partir de 1867, il est député au parlement de l'État de Schwarzbourg-Rudolstadt (de).

### Famille
Holleben se marie avec Anna von Roeder (née en 1839) le 9 août 1859 à Rudolstadt. Le couple a plusieurs enfants :
- Élisabeth (1860–1893), dame d'honneur de la princesse Thekla de Schwarzbourg-Rudolstadt (bg)
- Kurt (de) (1862–1941), général de division saxon
- Franz (1863–1938), amiral allemand marié en 1896 avec Klara von Motz (de) (née en 1876)
- Magnus (1864–1914), lieutenant-colonel saxon
- Gertrud (née en 1866) mariée avec Otto Wurmbach (de) (1864–1940), vice-amiral allemand
- Éda (née et morte en 1868)
- Fides (né en 1871)
- Eva (née en 1873) mariée avec Franz Walther, propriétaire d'usine